# Hermannia coccocarpa
Hermannia coccocarpa är en malvaväxtart som först beskrevs av Christian Friedrich Frederik Ecklon och Zeyh., och fick sitt nu gällande namn av Carl Ernst Otto Kuntze. Hermannia coccocarpa ingår i släktet Hermannia och familjen malvaväxter. Inga underarter finns listade i Catalogue of Life.